# Nagi (Bhojpur)
Nagi (nep. नागी) – gaun wikas samiti we wschodniej części Nepalu w strefie Kośi w dystrykcie Bhojpur. Według nepalskiego spisu powszechnego z 2001 roku liczył on 294 gospodarstw domowych i 1425 mieszkańców (750 kobiet i 675 mężczyzn).